# Кенсуат
Кенсуа́т (каз. Кеңсуат) — село у складі Акжаїцького району Західноказахстанської області Казахстану. Входить до складу Єсенсайського сільського округу.
Населення — 384 особи (2021; 503 у 2009, 566 у 1999, 518 у 1989).